# Seznam kardinálů jmenovaných papežem Františkem
Toto je seznam kardinálů jmenovaných papežem Františkem:

## Na konzistoři 22. února 2014
1. Pietro kardinál Parolin (dříve titulární arcibiskup)
2. Lorenzo kardinál Baldisseri (dříve titulární arcibiskup)
3. Gerhard Ludwig kardinál Müller (bývalý biskup řezenský a osobní arcibiskup)
4. Beniamino kardinál Stella (dříve titulární arcibiskup)
5. Vincent Gerard kardinál Nichols (arcibiskup westminsterský)
6. Leopoldo José kardinál Brenes Solórzano (arcibiskup managujský)
7. Gérald Cyprien kardinál Lacroix ISPX (arcibiskup québecký)
8. Jean-Pierre kardinál Kutwa (arcibiskup abidžanský)
9. Orani João kardinál Tempesta OCist (arcibiskup v Riu de Janeiro)
10. Gualtiero kardinál Bassetti (arcibiskup perugijský)
11. Mario Aurelio kardinál Poli (arcibiskup v Buenos Aires)
12. Andrew kardinál Yeom Soo-jung (arcibiskup soulský)
13. Ricardo kardinál Ezzati Andrello SDB (arcibiskup v Santiagu de Chile)
14. Philippe Nakellentuba kardinál Ouédraogo (arcibiskup ouagadougouský)
15. Orlando Beltran kardinál Quevedo OMI (arcibiskup cotabatský)
16. Chibly kardinál Langlois (biskup cayeský)
17. Loris Francesco kardinál Capovilla (14. října 1915 – 26. května 2016)
18. Fernando kardinál Sebastián Aguilar CMF (14. prosince 1929 – 24. ledna 2019)
19. Kelvin Edward kardinál Felix (15. února 1933 – 30. května 2024)

## Na konzistoři 14. února 2015
1. Dominique François Joseph kardinál Mamberti (dříve titulární arcibiskup)
2. Manuel José kardinál Macário do Nascimento Clemente (patriarcha lisabonský)
3. Berhaneyesus Demerew kardinál Souraphiel CM (arcibiskup addisabebský)
4. John Atcherley kardinál Dew (arcibiskup wellingtonský)
5. Edoardo kardinál Menichelli (arcibiskup anconsko-osimský)
6. Phêrô kardinál Nguyễn Văn Nhơn (arcibiskup hanojský)
7. Alberto kardinál Suárez Inda (arcibiskup morelijský)
8. Charles Maung kardinál Bo SDB (arcibiskup rangúnský)
9. Francis Xavier Kriengsak kardinál Kovithavanij (arcibiskup bangkocký)
10. Francesco kardinál Montenegro (arcibiskup agrigentský)
11. Daniel Fernando kardinál Sturla Berhouet SDB (arcibiskup montevidejský)
12. Ricardo kardinál Blázquez Pérez (arcibiskup valladolidský)
13. José Luis kardinál Lacunza Maestrojuán OAR (biskup davidský)
14. Arlindo kardinál Gomes Furtado (biskup santiagský)
15. Soane Patita Paini kardinál Mafi (biskup tonžský)
16. José de Jesús kardinál Pimiento Rodríguez (18. února 1919 – 3. září 2019)
17. Luigi kardinál De Magistris (23. února 1926 – 16. února 2022)
18. Karl-Josef kardinál Rauber (11. dubna 1934 – 26. března 2023)
19. Luis Héctor kardinál Villalba (emeritní arcibiskup tucumánský)
20. Júlio Duarte kardinál Langa (emeritní biskup xaixaiský)

## Na konzistoři 19. listopadu 2016
1. Mario kardinál Zenari (dříve titulární arcibiskup)
2. Dieudonné kardinál Nzapalainga CSSp (arcibiskup banguiský)
3. Carlos kardinál Osoro Sierra (arcibiskup madridský)
4. Sérgio kardinál da Rocha (arcibiskup v Brasílii)
5. Blase Joseph kardinál Cupich (arcibiskup chicagský)
6. Patrick kardinál D'Rozario CSC (arcibiskup dhácký)
7. Baltazar Enrique kardinál Porras Cardozo (arcibiskup méridský)
8. Jozef kardinál De Kesel (arcibiskup mechelensko-bruselský)
9. Maurice kardinál Piat CSSp (biskup portlouiský)
10. Kevin Joseph kardinál Farrell (bývalý biskup dallaský)
11. Carlos kardinál Aguiar Retes (arcibiskup tlalnepantlský)
12. John kardinál Ribat MSC (arcibiskup portmoresbský)
13. Joseph William kardinál Tobin CSsR (arcibiskup newarský)
14. Anthony Soter kardinál Fernandez (22. dubna 1932 – 28. října 2020)
15. Renato kardinál Corti (1. března 1936 – 12. května 2020)
16. Sebastian Koto kardinál Khoarai OMI (11. září 1929 – 17. dubna 2021)
17. Ernest kardinál Simoni Troshani (kněz)

## Na konzistoři 28. června 2017
1. Jean kardinál Zerbo (arcibiskup bamacký)
2. Juan José kardinál Omella Omella (arcibiskup barcelonský)
3. Anders kardinál Arborelius (biskup stockholmský)
4. Louis-Marie Ling kardinál Mangkhanekhoun (titulární biskup a apoštolský vikář z Pakse)
5. Gregorio Rosa kardinál Chávez (titulární biskup)

## Na konzistoři 29. června 2018
Dne 20. května 2018 papež František oznámil, že na konzistoři 29. června 2018 jmenuje těchto 14 nových kardinálů:
1. Louis Sako (chaldejský patriarcha Babylonie)
2. Luis Francisco Ladaria Ferrer (prefekt Kongregace pro nauku víry)
3. Angelo De Donatis (generální vikář diecéze Řím)
4. Giovanni Angelo Becciu (substitut pro všeobecné záležitosti Státního sekretariátu)
5. Konrad Krajewski (apoštolský almužník)
6. Joseph Coutts (arcibiskup Káráčí)
7. António Marto (biskup Leiria-Fátima)
8. Pedro Barreto (arcibiskup v Huancayo)
9. Désiré Tsarahazana (arcibiskup v Toamasině)
10. Giuseppe Petrocchi (arcibiskup aquilský)
11. Thomas Aquino Man’yō Maeda (arcibiskup ósacký)
12. Sergio Obeso Rivera (31. října 1931 – 11. srpna 2019)
13. Toribio Ticona Porco (emeritní prelát v Corocoro, v době jmenování starší 80 let)
14. Aquilino Bocos Merino (klaretián, v době jmenování starší 80 let)[1]

## Na konzistoři 5. října 2019
V neděli 1. září papež ohlásil, že v konzistoři dne 5. října 2019 jmenuje třináct nových kardinálů:
1. Miguel Ángel Ayuso Guixot M.C.C.J. (17. června 1952 – 25. listopadu 2024)
2. José Tolentino Calaça de Mendonça, archivář a knihovník svaté církve římské
3. Ignatius Suharyo Hardjoatmodjo, arcibiskup Jakarty
4. Juan de la Caridad García Rodríguez, arcibiskup San Cristóbal de la Habana
5. Fridolin Ambongo Besungu O.F.M.Cap., arcibiskup Kinshasy
6. Jean-Claude Hollerich S.J., arcibiskup Lucemburku a současný předseda COMECE
7. Álvaro Leonel Ramazzini Imeri, biskup Huehuetenanga
8. Matteo Maria Zuppi, arcibiskup boloňský
9. Cristóbal López Romero S.D.B., arcibiskup Rabatu
10. Michael Czerny, S.J., podsekretář oddělení pro migranty na Úřadu pro integrální lidský rozvoj, původem z Brna
11. Michael Louis Fitzgerald, titulární arcibiskup v Nepte
12. Sigitas Tamkevičius S.J., emeritní arcibiskup Kaunasu
13. Eugenio Dal Corso P.S.D.P. (16. května 1939 – 20. října 2024)

## Na konzistoři 28. listopadu 2020
V neděli 25. října papež ohlásil, že v konzistoři dne 28. listopadu 2020 jmenuje třináct nových kardinálů:
1. Mario Grech, sekretář Biskupského synodu
2. Marcello Semeraro, biskup albanský a prefekt Kongregace pro blahořečení a svatořečení
3. Antoine Kambanda, arcibiskup v Kigali
4. Wilton Daniel Gregory, arcibiskup washingtonský
5. Jose Fuerte Advincula, arcibiskup v Capizu
6. Celestino Aós Braco, arcibiskup v Arcidiecézi Santiago de Chile
7. Cornelius Sim, apoštolský vikář v Bruneji (16. září 1951 – 29. května 2021)
8. Augusto Paolo Lojudice, arcibiskup sienský
9. Mauro Gambetti, kustod kláštera v Assisi
10. Felipe Arizmendi Esquivel, emeritní biskup Diecéze San Cristóbal de las Casas (v době jmenování starší 80 let)
11. Silvano Tomasi, nuncius (v době jmenování starší 80 let)
12. Raniero Cantalamessa, kazatel papežského domu (v době jmenování starší 80 let)
13. Enrico Feroci, rektor římského poutního kostela P. Marie, Matky Božské lásky (v době jmenování starší 80 let)

## Na konzistoři 27. srpna 2022
V konzistoři dne 27. srpna 2022 jmenoval papež 20 nových kardinálů:
1. Arthur Roche, prefekt Dikasteria pro bohoslužbu a svátosti
2. Lazar Jou Heung-sik, prefekt Dikasteria pro klérus
3. Fernando Vérgez Alzaga, prezident Governatorátu Městského státu Vatikán
4. Jean-Marc Aveline, arcibiskup marseilleský
5. Peter Ebere Okpaleke, biskup v Ekwulobii
6. Leonardo Ulrich Steiner, OFM, arcibiskup manauský
7. Filipe Neri Ferrão, arcibiskup v Goa a Damão
8. Robert Walter McElroy, biskup sandiegský
9. Virgílio do Carmo da Silva, S.D.B., arcibiskup v Dili
10. Oscar Cantoni, biskup comský
11. Anthony Poola, arcibiskup hajdarábádský
12. Paulo Cezar Costa, arcibiskup brasilský
13. Richard Baawobr (21. června 1959 – 27. listopadu 2022)
14. William Goh, arcibiskup singapurský
15. Adalberto Martínez Flores, arcibiskup Asunciónu
16. Giorgio Marengo, I.M.C., apoštolský prefekt v Ulánbátaru
17. Jorge Enrique Jiménez Carvajal, C.I.M., emeritní arcibiskup cartagenský (v době jmenování starší 80 let)
18. Arrigo Miglio, emeritní arcibiskup cagliarský (v době jmenování starší 80 let)
19. Gianfranco Ghirlanda, S.J., (v době jmenování starší 80 let)
20. Fortunato Frezza (v době jmenování starší 80 let)

V neděli 29. května 2022 papež sdělil jména nových kardinálů, mezi nimiž byl i Belgičan Lucas Van Looy, S.D.B., emeritní biskup gentský, který požádal papeže, aby jej nejmenoval, a papež jeho prosbu přijal.

## Na konzistoři 30. září 2023
V neděli 9. července 2023 papež oznámil, že na 30. září svolá konzistoř, v níž bude jmenovat následující kardinály: 
1. Robert Francis Prevost, O.S.A., prefekt Dikasteria pro biskupy – později papež Lev XIV.
2. Claudio Gugerotti, prefekt Dikasteria pro východní církve
3. Víctor Manuel Fernández, prefekt Dikasteria pro nauku víry
4. Emil Paul Tscherrig, apoštolský nuncius
5. Christophe Pierre, apoštolský nuncius
6. Pierbattista Pizzaballa, patriarcha jeruzalémský
7. Stephen Brislin, arcibiskup v Kapském Městě
8. Ángel Sixto Rossi, S.J., arcibiskup córdobský
9. Luis José Rueda Aparicio, arcibiskup bogotský
10. Grzegorz Ryś,  arcibiskup lodžský
11. Stephen Ameyu Martin Mulla, arcibiskup džubský
12. José Cobo Cano, arcibiskup madridský
13. Protase Rugambwa, Arcibiskup koadjutor Tabory
14. Sebastian Francis, biskup penangský
15. Stephen Chow Sau-yan, S.J., biskup hongkongský
16. François-Xavier Bustillo, O.F.M. Conv., biskup ajaccijský
17. Américo Aguiar, světící biskup v lisabonském patriarchátu
18. Ángel Fernández Artime, S.D.B., generální představený Salesiánů Dona Boska
19. Agostino Marchetto, apoštolský nuncius (v době jmenování starší 80 let)
20. Diego Padrón Sánchez, emeritní arcibiskup v Cumaná (v době jmenování starší 80 let)
21. Luis Pascual Dri, O.F.M. Cap. (17. dubna 1927 – 30. června 2025)

## Na konzistoři 7. prosince 2024
V neděli 6. října 2024 papež oznámil, že na 8. prosince svolá konzistoř, v níž bude jmenovat následující kardinály: 
1. Angelo Acerbi, apoštolský nuncius (v době jmenování starší 80 let)
2. Carlos Gustavo Castillo Mattasoglio, arcibiskup limský
3. Vicente Bokalič Iglic C.M., arcibiskup v Santiago del Estero a primas argentinský
4. Luis Gerardo Cabrera Herrera, O.F.M., arcibiskup v Guayaquilu
5. Fernando Natalio Chomalí Garib, arcibiskup v Santiago de Cile
6. Tarcisio Isao Kikuchi, S.V.D., arcibiskup tokijský
7. Pablo Virgilio Siongco David, biskup v Kalookanu
8. László Német, S.V.D., arcibiskup bělehradský
9. Jaime Spengler, O.F.M., arcibiskup v Porto Alegre
10. Ignace Bessi Dogbo, arcibiskup v Abidžanu
11. Jean-Paul Vesco, OP, arcibiskup alžírský
12. Dominique Joseph Mathieu, O.F.M. Conv., arcibiskup teheránsko-isfahánský
13. Roberto Repole, arcibiskup turínský
14. Baldassare Reina, pomocný biskup diecéze římské a Generální vikář Jeho Svatosti pro římskou diecézi
15. Francis Leo, arcibiskup torontský
16. Rolandas Makrickas, arcikněz-koadjutor papežské baziliky Santa Maria Maggiore
17. Mykola Byčok, C.Ss.R., eparcha ukrajinské eparchie sv. Petra a Pavla v Melbourne
18. Timothy Peter Joseph Radcliffe, OP, teolog
19. Fabio Baggio, C.S., podsekretář Dikasteria pro službu integrálnímu lidskému rozvoji
20. George Jacob Koovakad, úředník Státního sekretariátu odpovědný za papežské cesty
21. Domenico Battaglia, arcibiskup neapolský – nahradil Mons. Syukura dne 4. listopadu 2024

—  Paskalis Bruno Syukur, O.F.M., biskup v Bogoru – rezignoval na přijetí kardinalátu
Následně vatikánský ceremoniář upřesnil, že obřad konzistoře se bude konat ve vatikánské bazilice sv. Petra již 7. prosince, aby kardinálové spolu s papežem mohli následujícího dne poděkovat Panně Marii.  Večer 22. října 2024 pak Tiskový úřad Svatého Stolce oznámil, že na přijetí kardinalátu rezignoval bogorský biskup Paskalis Bruno Syukur. Mluvčí Svatého stolce Matteo Bruni oznámil dne 4. listopadu 2024, že papež František zařadil mezi jmenované Mons. Battagliu. Počet nově jmenovaných kardinálů po rezignaci Mons. Syukura tedy zůstal na čísle 21.